# Combate de Vizcatán del Ene (2018)
El Combate de Vizcatán del Ene fue un enfrentamiento armado desarrollado durante la mañana y tarde del lunes 11 de junio de 2018, en el distrito peruano de Vizcatán del Ene dentro del marco de la insurgencia narcoterrorista en el Vraem, siendo el lugar específico la zona de Mazángaro.
El ataque consistió en el asedio, por parte de la organización Militarizado Partido Comunista del Perú, de la base del Ejército del Perú Nueva Libertad, durante las primeras horas de dicho martes, estando las fuerzas de defensa gubernamental bajo el mando del sargento Edgardo Maymara Benacho, quien resultó herido como consecuencia del enfrentamiento.
Las tropas asediadas pidieron apoyo a la Fuerza Aérea del Perú, quienes llegaron en helicóptero para transportar al sargento Maymara y al resto de soldados a Pichari, pues el asedio comenzaba a intensificarse. El helicóptero mismo fue acribillado por francotiradores, siendo cinco de los tripulantes heridos, entre ellos el piloto de la nave, que a pesar de sus heridas pudo seguir pilotando y llegar con el helicóptero a Pichari.

## Antecedentes
El jueves 7 de junio del mismo año, dos patrullas de la Policía Nacional del Perú, fue igualmente atacado por narcoterroristas, en el enfrentamiento resultaron muertos cuatro miembros policiales.
El líder del Militarizado Partido Comunista del Perú (facción semiindependiente de Sendero Luminoso) Víctor Quispe Palomino ante el ataque del 7 de junio, anunció que todo forma parte de una nueva campaña contra el Estado peruano.

## Combate

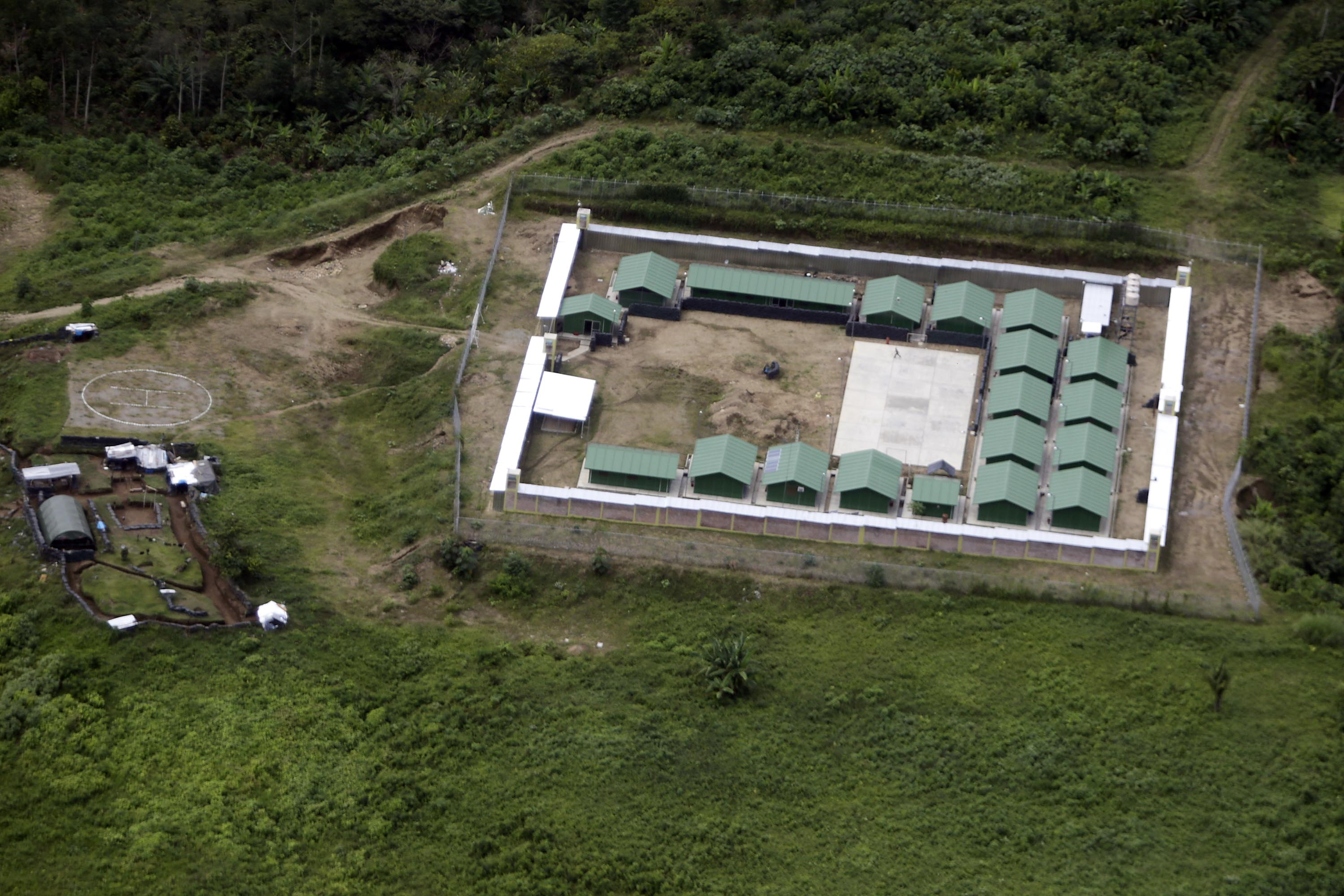
Base hermana de Nueva Libertad, los cuarteles del ejército peruano suelen estar separados como enclave entra las yungas, estás últimas suelen estar bajo dominio transitorio de los narcoterroristas.

El conflicto se inició a las 11:20 a. m., y el lugar que sufrió el asedio fue la Base Contraterrorista de Nueva Libertad, que años anteriores fue escenario de un atentado, resultando herido de gravedad el Sargento 1° Edgardo Maymara Benacho por un disparo a la garganta. La fuerza aérea acudió al rescate, en el camino a la seguridad de la base de Pichari, el helicóptero también sufrió ataques dejando un número mayor de víctimas, el piloto que también resultó herido, pudo maniobrar hasta llegar a la base.
Horas más tarde el Comando Conjunto de las Fuerzas Armadas del Perú ordenó la búsqueda de los atacantes y la recaptura de la base de Nueva Libertad, al momento de llegar al sitio del primer ataque, los insurgentes ya se habían retirado con las armas y municiones propiedad del ejército.

### Víctimas

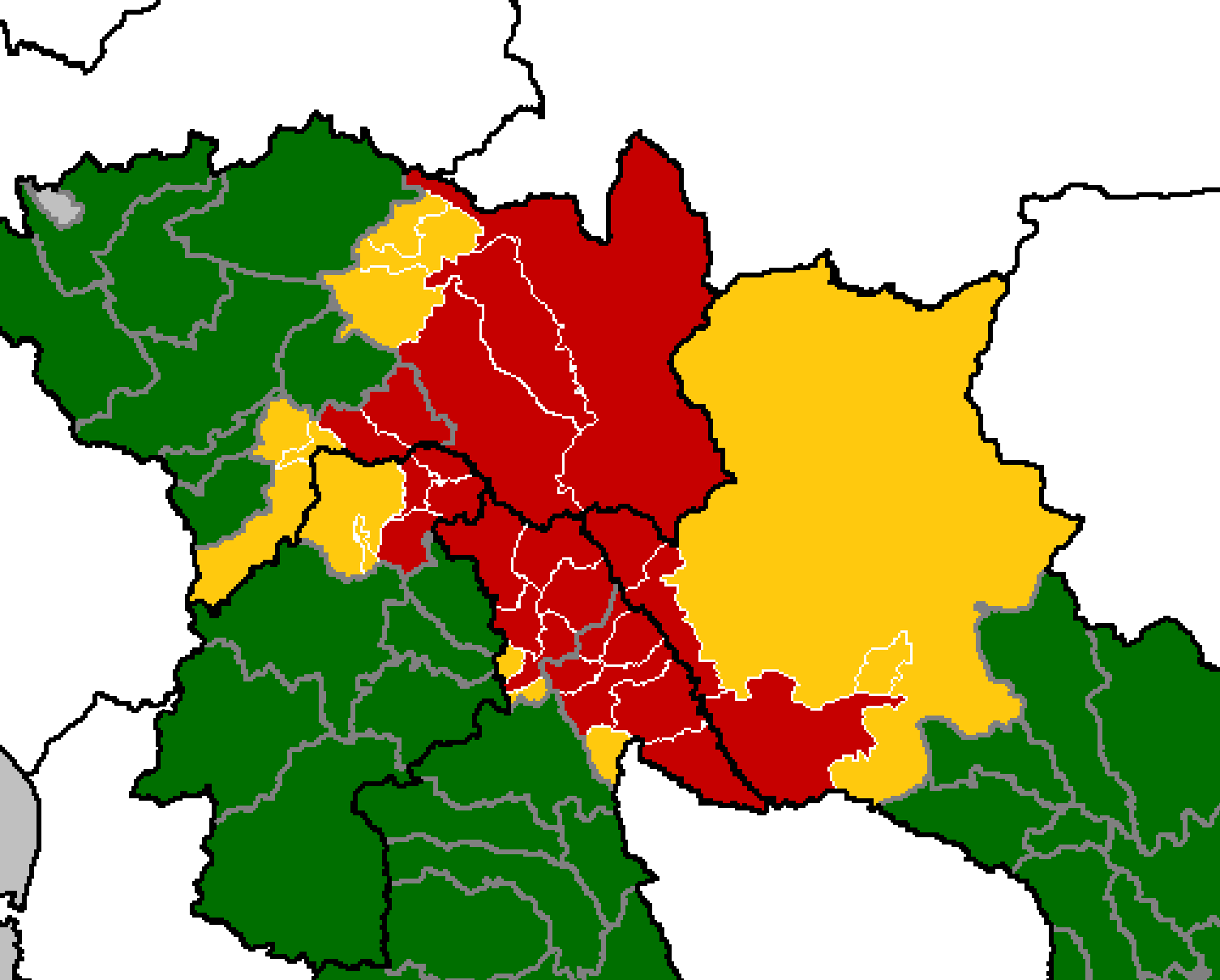
Valle de los ríos Apurímac, Ene y Mantaro, área geopolítica en donde se desarrolla el mayor conflicto de la segunda insurgencia, dicho lugar es donde se encuentra el distrito de Vizcatán del Ene, Junín.

Solo se tiene constancia de víctimas por el lado del ejército y la fuerza aérea, aunque no hubo muertos al momento de los ataques:
- Sargento 1° Edgardo Maymara Benacho (no se tiene registro de su edad)
- Teniente 1° AP Fernando Gonzalez Junco (35)
- Técnico de 2° FAP Armando Novoa Angulo (43)
- Técnico de 2° FAP Javier Pérez Herrera (40)
- Oficial de Mar de 2° AP Eddy Mariño Tves (29)
- Oficial de Mar de 3° AP Alex Dionisio Piñán (29)